# Morin Bay
Morin Bay es una localidad de Trinidad y Tobago, que forma parte de la región de Sangre Grande.

## Geografía
La localidad abarca parte de la isla Trinidad y limita al norte con Brooklyn Settlement, al sur y este con el océano Atlántico y al oeste con North Manzanilla y Manzanilla.

## Demografía
Datos demográficos de la localidad de Morin Bay:
| Gráfica de evolución demográfica de Morin Bay entre 2000 y 2011 |
|                                                                 |